# Julianes Berberitze
Julianes Berberitze (Berberis julianae), auch Großblättrige Berberitze genannt, ist eine Pflanzenart aus der Gattung Berberitzen (Berberis) innerhalb der Familie der Berberitzengewächse (Berberidaceae). Ihre Heimat liegt im mittleren China.

## Beschreibung

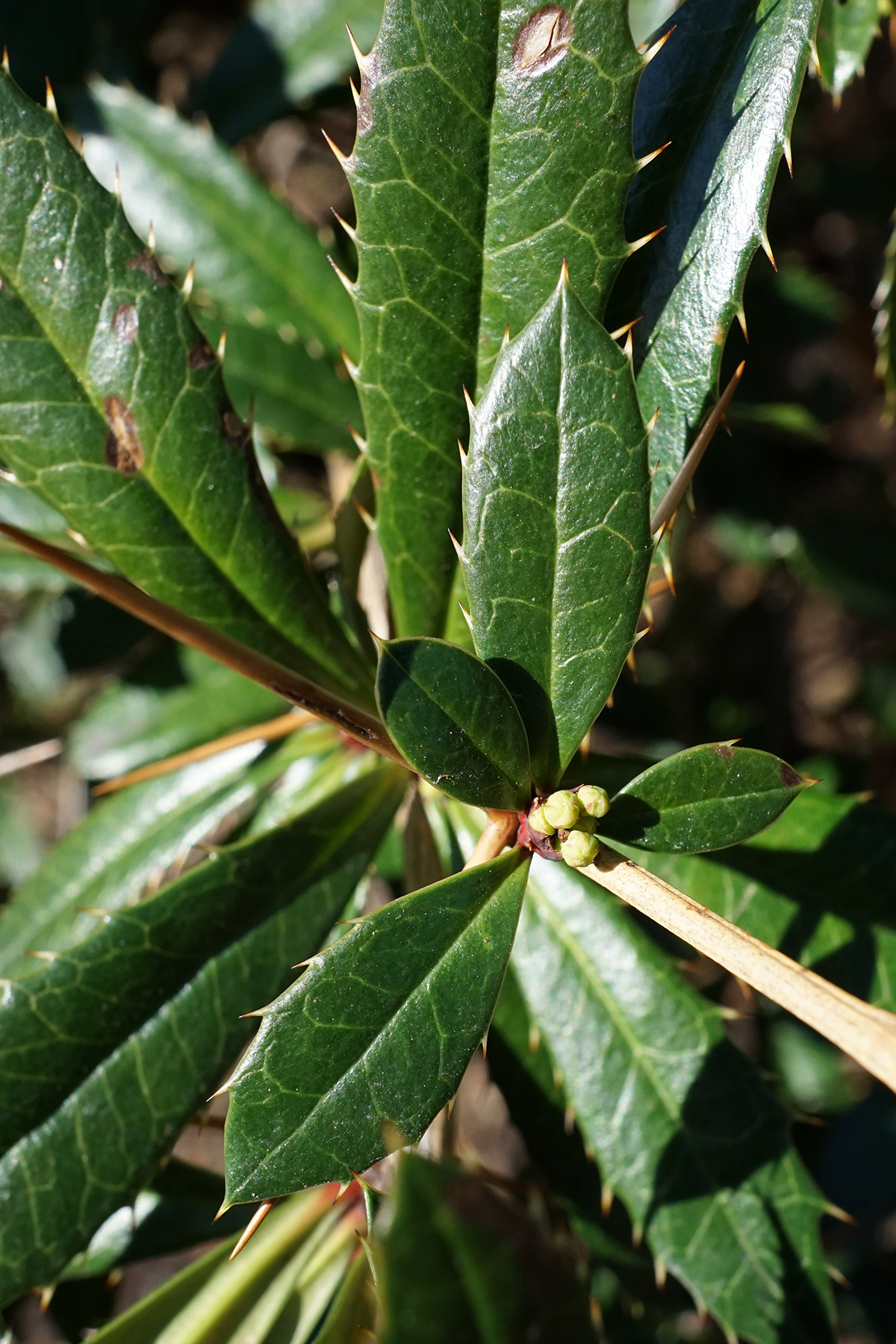
Laubblätter

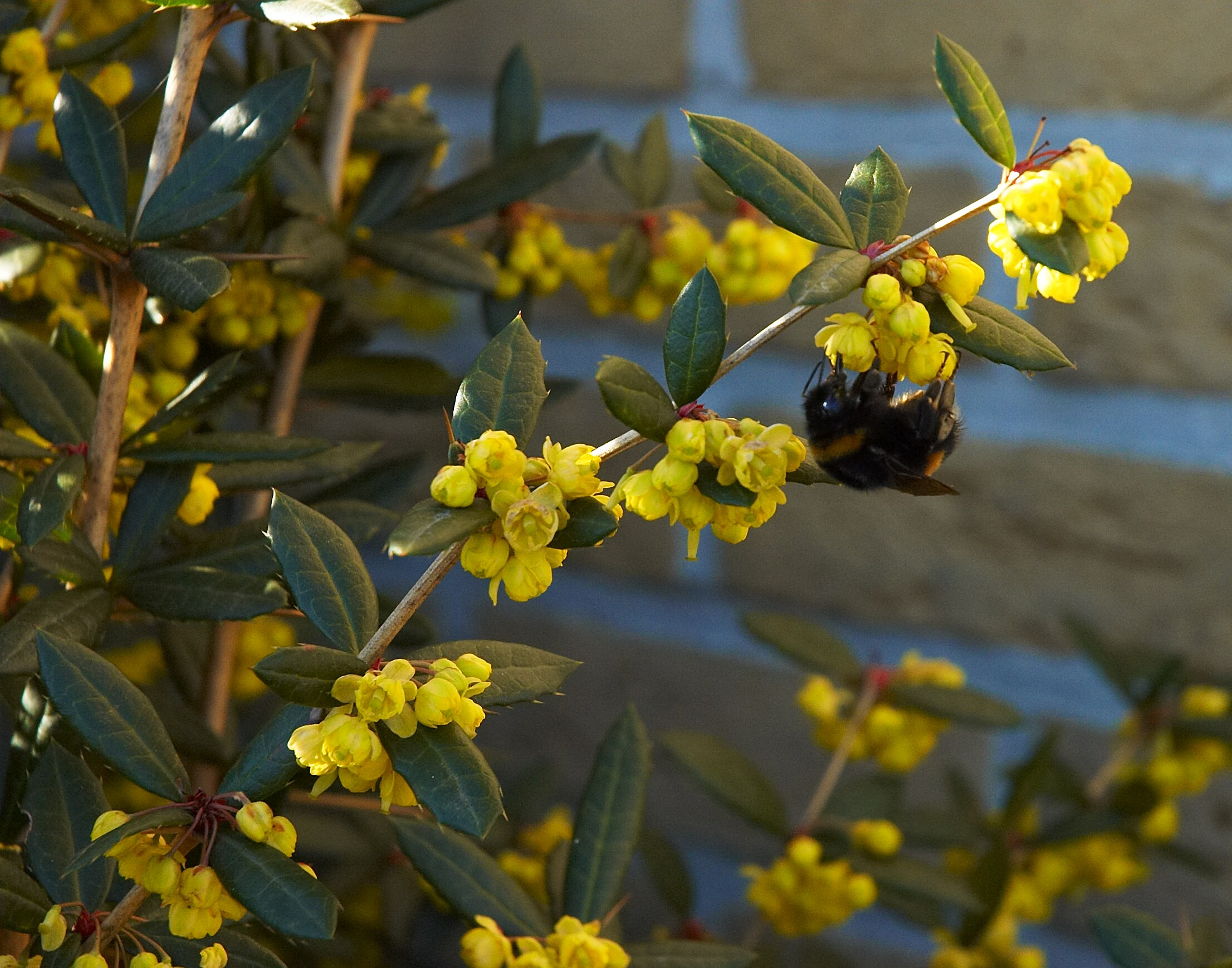
Zweige mit Blüten

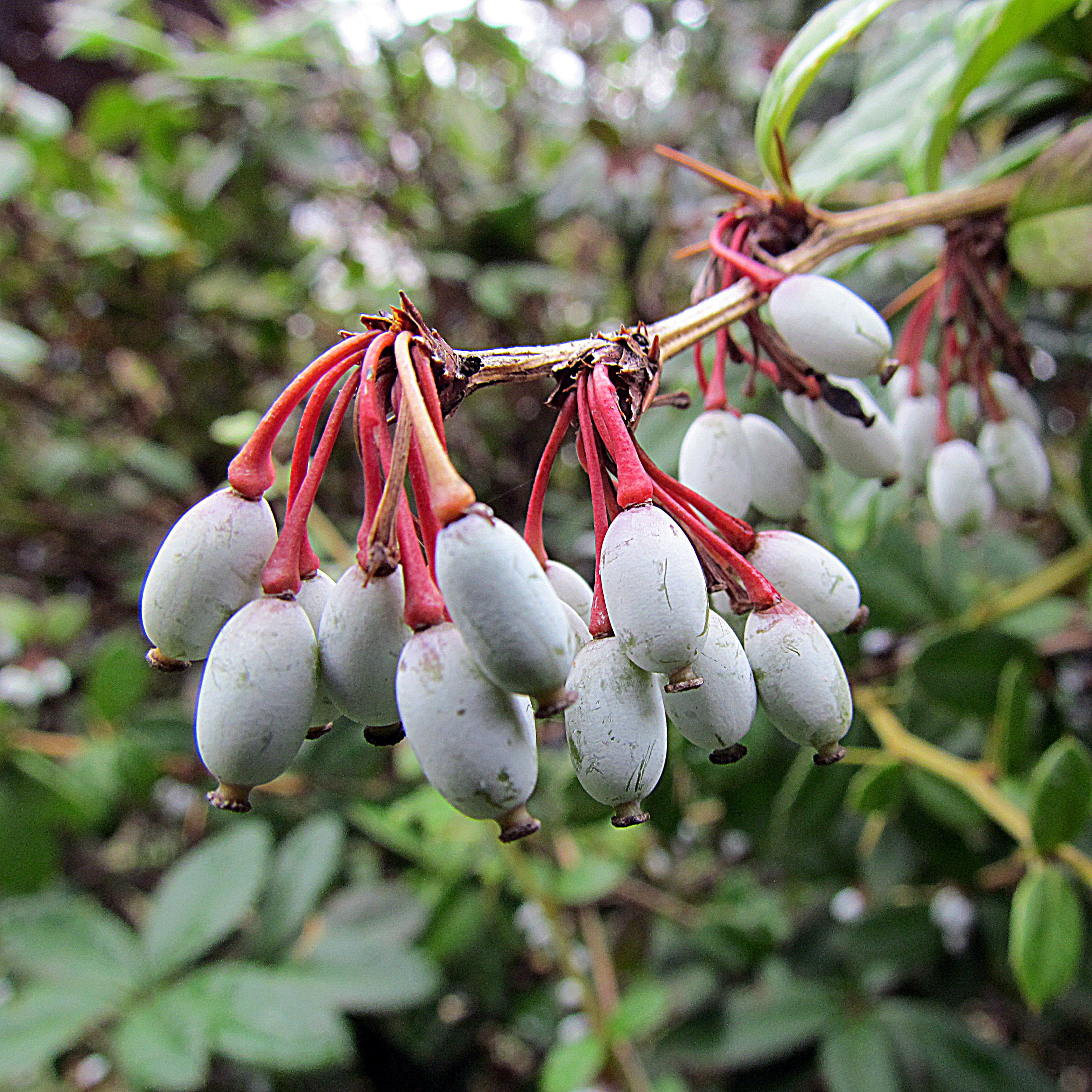
Fruchtstände mit blaubereiften Früchten

### Vegetative Merkmale
Julianes Berberitze ist ein mittelgroßer, aufrechter und sehr dichter, immergrüner Strauch, im Alter sind die Zweige bogig überhängend. Er erreicht Wuchshöhen von 2 bis 3 Meter und ist oft breiter als hoch wachsend. Die Rinde der Zweige ist gefurcht und gelblich, im Alter grauer werdend, sehr kräftig. Julianes Berberitze besitzt bis zu 4 Zentimeter lange, steife dreifach Blattdornen.
Die wechselständig angeordneten Laubblätter sind in kurzen Blattstiel und -spreite gegliedert. Die derb ledrigen, kahlen Blattspreiten sind bei einer Länge von bis zu 10 Zentimetern sowie einer Breite von bis zu 3 Zentimetern schmal-elliptisch bis eiförmig oder verkehrt-eiförmig mit spitzem und stachelspitzigem oberen Ende. Je Zentimeter ist der Blattrand drei- bis viermal stachelig gezähnt. Die Blattfläche ist dunkel-grün, unten blass-grün, im Austrieb kupferfarben.

### Generative Merkmale
Die Blütezeit reicht von Mai bis Juni. Die gestielten Blüten stehen in dichten Büscheln bis zu 25 zusammen. Die schwach duftenden und zwittrigen Blüten sind dreizählig mit doppelter Blütenhülle. Es sind zwei Kreise mit je drei gelben Kelchblättern vorhanden, von denen die inneren drei größer und bis zu 7 Millimeter lang sind. Es sind zwei Kreise mit je drei gelben Kronblättern vorhanden, die bis zu 6 Millimeter sind, mit jeweils zwei Nektarien an ihrer Basis. Die kurzen Staubblätter sind berührungsempfindlich, wie diejenigen der Gewöhnlichen Berberitze. Der längliche Fruchtknoten ist oberständig mit (fast) sitzender Narbe.
Die bei Reife blau-schwarzen und „bereiften“ Beeren sind bei einer Länge von bis 8 Millimetern ellipsoid mit Griffelresten und enthalten ein bis zwei Samen.
Die Chromosomenzahl beträgt 2n = 28+2B.

## Vorkommen
Julianes Berberitze gedeiht in Höhenlagen von 1100 bis 2100 Metern in den chinesischen Provinzen Guangxi, Guizhou, Hubei, Hunan sowie Sichuan.
Als Zierstrauch nach Europa eingeführt ist sie in Mitteleuropa in Wäldern und an Waldrändern öfters verwildert. Die ökologischen Zeigerwerte nach Landolt et al. 2010 sind in der Schweiz: Feuchtezahl F = 3 (mäßig feucht), Lichtzahl L = 3 (halbschattig), Reaktionszahl R = 3 (schwach sauer bis neutral), Temperaturzahl T = 4 (kollin), Nährstoffzahl N = 3 (mäßig nährstoffarm bis mäßig nährstoffreich), Kontinentalitätszahl K = 2 (subozeanisch).

## Verwendung als Zierpflanze
Der Standort sollte sonnig bis absonnig sein. Der Boden sollte mäßig trocken bis feucht, sauer bis alkalisch sein und es sollte ein guter Oberboden vorhanden sein. Er ist frosthart, stadtklimafest und verträgt zeitweilige Trockenheit. Dieser Strauch eignet sich gut als Heckenpflanze.

## Systematik
Sie wurde von Ernest Henry Wilson, der von 1899 bis 1905 für Veitch and Sons in West- und Mittelchina Pflanzen sammelte, 1900 in Europa eingeführt. Die Erstbeschreibung von Berberis julianae erfolgte 1913 durch Camillo Karl Schneider in Plantae Wilsonianae. An Enumeration of the Woody Plants Collected in Western China for the Arnold Arboretum of Harvard University, Volume 1, Issue 3, Seite 360. Das Artepitheton julianae ehrt die Frau von Camillo Karl Schneider, Juliane.
Die Hybride zwischen Berberis julianae und Thunbergs Berberitze (Berberis thunbergii) wird als Berberis ×mentorensis L.M.Ames bezeichnet.